# Paracuru
Paracuru is een gemeente in de Braziliaanse deelstaat Ceará. De gemeente telt 32.557 inwoners (schatting 2009).
De gemeente grenst aan São Gonçalo do Amarante, Paraipaba en de Atlantische Oceaan.